# Амвросије Ленис
Амвросије (световно Атанасије Ленис; Атина, 22. јул 1938) је митрополит градића Калаврите и Егиа на северном Пелопонезу.

## Животопис
Рођен је 22. јула у Атини. Дипломирао је на Богословском факултету у Атини. Замонашен је 1961. године у манастиру Варлам на Метеорима.

## Епископ
Изабран је 1976. године за викарног епископа и обављао је дужност секретара Синода. Изабран је 12. октобра 1978. године за митрополита Калаврите и Егиа.